# Pirožki
I pirožki (singolare pirožòk; l'accento è sull'ultima i) sono una pietanza della cucina ucraina e russa, consistente in una specie di focaccia che contiene diversi tipi di ripieno. Possono essere semplici, anche se di solito sono farciti, oppure realizzati in varie forme fantasiose con strisce di pasta decorative.

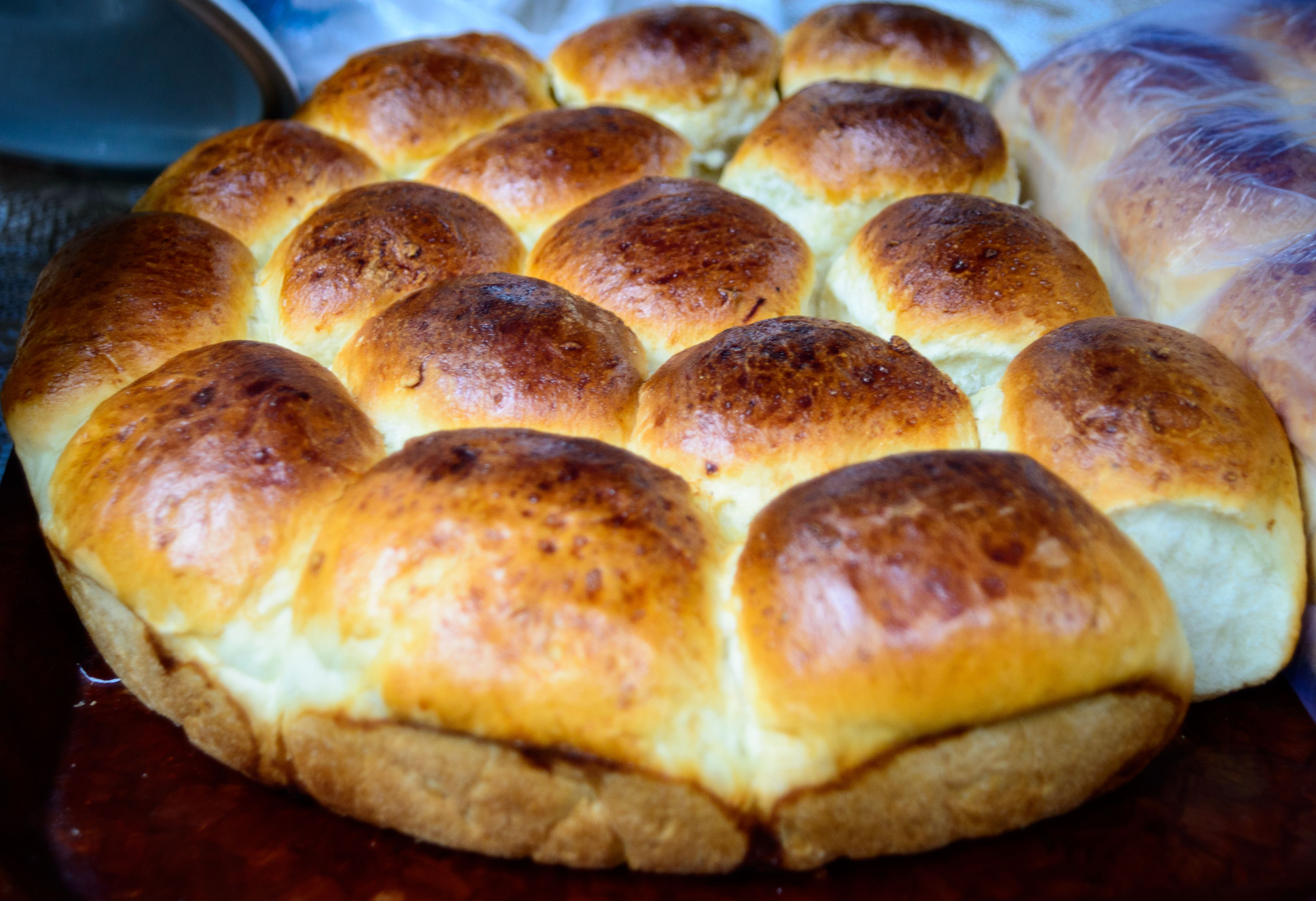
Pirožki ucraini.

Una varietà comune di pirožkì sono dei panini farciti a base di pasta lievitata spennellati con l'uovo per produrre il tipico colore dorato. Di solito contengono carne (spesso di manzo) o frattaglie, oppure un ripieno di verdure (purè di patate, funghi, cipolle e uova o cavolo) o di pesce. I pirožkì dolci, invece, possono essere ripieni di frutta cotta o fresca (mele, ciliegie, albicocche, ecc.), marmellata o ricotta.